# آننویل
آننویل (به فرانسوی: Annonville) یک کمون در فرانسه است که در اوت-مارن واقع شده‌است. آننویل ۶٫۱۹ کیلومتر مربع مساحت دارد ۲۸۵ متر بالاتر از سطح دریا واقع شده‌است.